# Dobrá Voda (Jedlá)
Dobrá Voda (německy Gutwasser) je malá vesnice, část obce Jedlá v okrese Havlíčkův Brod. Nachází se asi dva kilometry jihovýchodně od Jedlé. Dobrá Voda leží v katastrálním území Dobrá Voda u Jedlé o rozloze 3,43 km².

## Historie
Roku 1545 si vesnici nechala do zemských desek zapsat Markéta Ledecká z Říčan jako součást ledečského panství.

## Pamětihodnosti
- Kaple
- Křížek u kaple
- Křížek na severu vsi

## Další fotografie

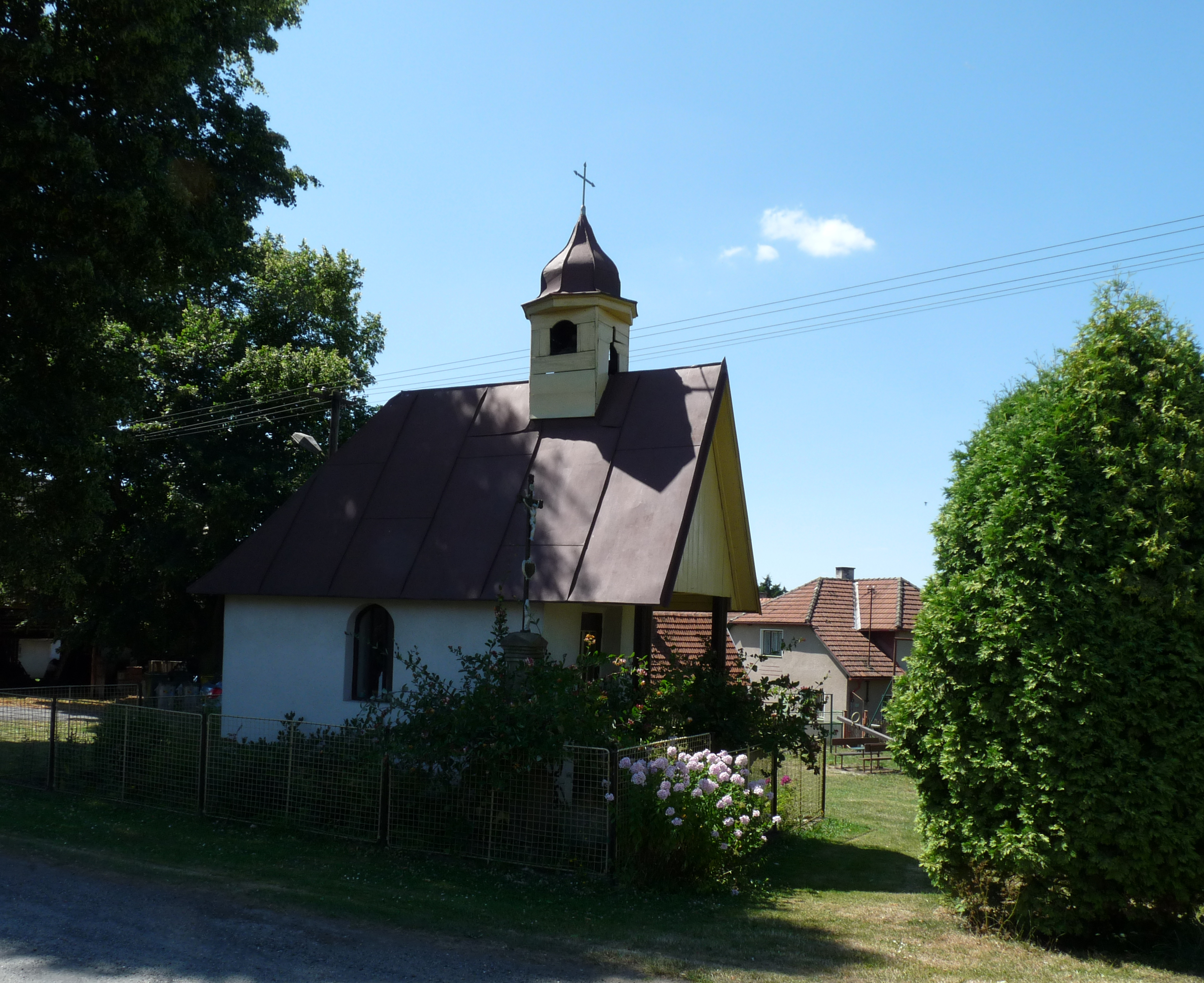
Kaple
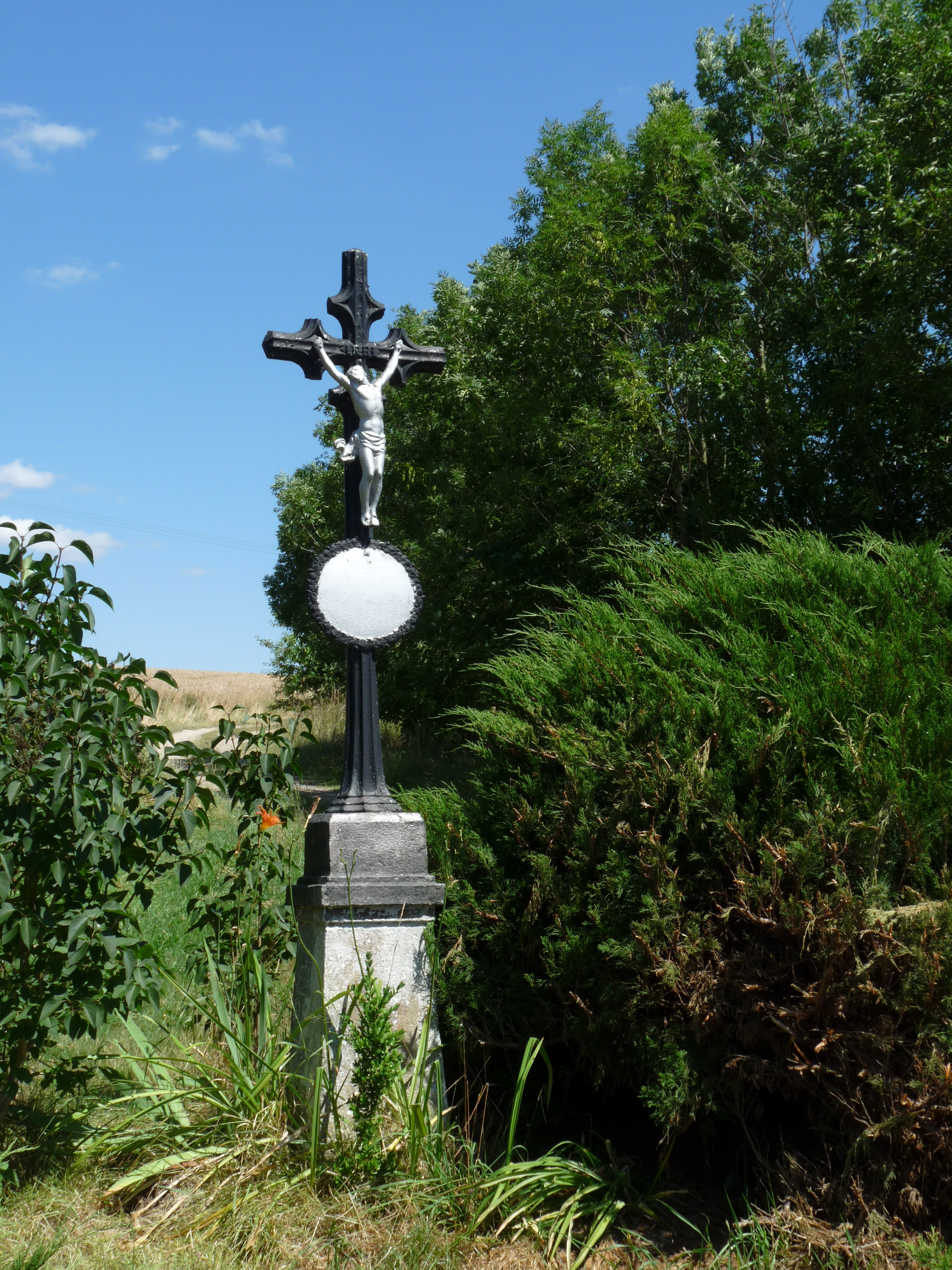
Křížek na severu vsi
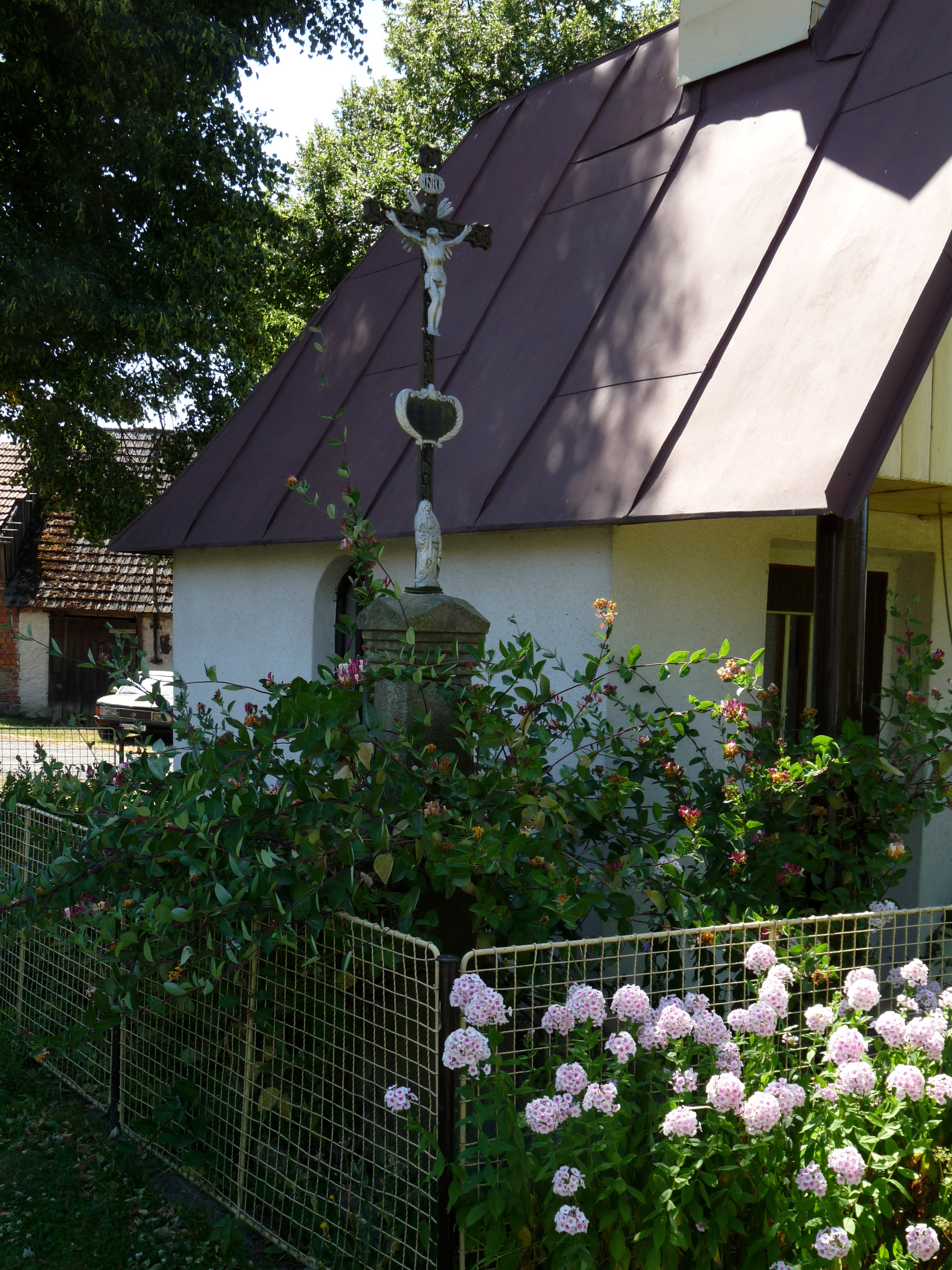
Křížek u kaple